# Georg Leonard Dreyer
Georg Leonard Dreyer, född 31 oktober 1793 i stadsdelen Harburg i staden Hamburg, död 18 september 1879 i Stockholm, var en tysk tecknare, litograf och arméofficer verksam i Sverige.

## Biografi
Dreyer upprättade i Stockholm 1828 ett litografiskt tryckeri, som några år senare inlöstes av staten och blev Generalstabens litografiska inrättning. Dreyer, som blivit svensk officer och slutligen fick överstelöjtnants grad, blev tryckeriets ledare under omkring 40 år. Dreyer var en god tecknare och utförde bland annat 1828 en serie porträtt av svenska skådespelare och senare en rad porträtt av kungafamiljen. Dreyer finns representerad vid bland annat Nationalmuseum i Stockholm.